# Bilddyrkan
Bilddyrkan eller idolatri är, med undantag för zoroastrismen, den ortodoxa judendomen och islam, ett gemensamt drag inom världens olika religioner. I regel har dessa bilder i sig dyrkats och man har inte skilt mellan bilden och den gudom den representerar. 

## Historik
De första kristna använde sig i huvudsak av symboliska och icke individualiserade framställningar som fortfarande kan ses i vissa kristna katakomber. Bildspråket blev dock allt mer populärt och även om flera kyrkofäder och synoden i Elvira 306 uttalade viss betänksamhet, spred sig dock bruket att smycka kyrkobyggnader med allt mer realistiska bilder ur Bibeln och helgonens liv. Snart blev detta allt djupare införlivat med kyrklig uppfattning och det religiösa folkbehovet.
I bild uttrycktes på detta sätt kyrkans lära och för det icke läskunniga folket var bilderna en åskådlig och lättfattlig kristendomsundervisning, ibland kallad de fattigas bibel.
Dyrkan av helgon och reliker ökade behovet av att uppleva det gudomliga i fysisk gestalt och från 500-talet blev det sed att visa sin vördnad för bilderna genom att falla på knä eller att kasta sig till marken, tända ljus och rökelse, sjunga hymner och smycka bilderna med kläder och smycken. Detta bruk spred sig gradvis i den kristna världen.
Först på 700-talet började med den s.k. bildstriden åren 726-842 en allvarlig reaktion mot bilddyrkan. I två edikt, från 726 och 730, förbjöd kejsar Leo III Isauriern proskynesis, det vill säga bruket att falla ned och kyssa bilderna. Han beordrade att bilderna skulle avlägsnas, men denna ikonoklasm blev aldrig särskilt djupgående. Folkets motstånd, stött av påvarna Gregorius II och Gregorius III, var för stort.
Kejsaren Konstantin Kopronymos (741–775) höll 754 i sin huvudstad en välbesökt rikssynod, där bilddyrkan förklarades vara avgudadyrkan och Satans påfund i strid mot bibel och förnuft. Medan kejsaren var skoningslös mot bilddyrkan i de österländska kyrkorna uttalade en romersk synod sitt motstånd mot kejsarens reformförsök. Kejsaren Leo IV Chazaras fortsatte motståndet mot bilddyrkan och det var inte förrän denne avlidit 780 som lugnet lade sig efter att kejsarinnan Irene medverkat till att en ekumenisk synod hölls i Nicæa 787. Vid synoden stadgades att det var tillåtet att ära bilderna med kyss och knäfall, men inte dyrka dem. Dyrkan tillkom endast det gudomliga och dyrkan av bilderna fick endast avse det framställda föremålet.
Under 800-talet återuppstod bildstriderna genom kejsarna Leo V Armeniern Theofilos (829—842), men genom den bildvänliga kejsarinnan Theodoras ingripande förnyade en synod i Konstantinopel år 842 de nicenska besluten. Denna seger firas ännu genom ortodoxins fest. Den grekisk-ortodoxa kyrkan tillåter dock inte bildstoder utan bara strängt traditionella målningar.
I den västerländska kyrkan, särskilt den frankiska, var det framför allt reliker som dyrkades, men inte som gudom utan relativt. De niceanska besluten 787 ledde till att kretsen runt Karl den store i skrifterna "Libri carolini" (omkring 790) och ett par därpå följande synoder i Frankfurt am Main 794 och Paris 825 fördömde både bildstormarnas häftighet och bilddyrkarnas vidskeplighet. Enligt karolingerna var bildernas uppgift att försköna kyrkorna, att undervisa folket och att vara till minne av de heliga. Den romersk-katolska kyrkan har emellertid gradvis framhållit den niceanska ståndpunkten, bland annat på grund av en särskilt till krucifixet ansluten bildkult.
Protestantismens återvändande till det inre och andligt centrala i kristendomen ledde också till förkastandet av bilddyrkan. Inom det reformerta området ledde det till att värdefulla historiska minnesmärken förstördes och att alla kyrkliga prydnader togs bort. Lutheranerna antog i stort sett samma ståndpunkt som de karolingiska böckerna och tog ställning mot bildstormandet.